# Метаморфоза (мультфильм, 1978)
«Метаморфоза» — советский кукольный мультипликационный фильм Романа Качанова, выпущенный студией «Союзмультфильм» в 1978 году. Фильм снят по заказу ЮНИСЕФ.

## Сюжет
В фильме в лёгкой лирической форме рассказывается о мальчике, который проказничает в парке. Он ломает цветы, обижает пожилую женщину, но после того, как встречает слепую девочку, помогает ей и даже спасает ей жизнь, понимает хрупкость окружающего мира и становится добрее.

## Съёмочная группа
- Автор сценария и Режиссёр: Роман Качанов
- Мультипликатор: Сергей Олифиренко
- Оператор: Теодор Бунимович
- Звукооператор: С. Абельдяев
- Композитор: Геннадий Гладков
- Куклы и декорации изготовили: Павел Гусев, Олег Масаинов, Нина Молева (в титрах указана как Н. Андреева), Елена Гаврилко, Светлана Знаменская, В. Смолянинов, Марина Чеснокова, Семён Этлис
- под руководством: Владимира Кима
- Ассистент художника: Александр Горбачёв
- Ассистент оператора: Юрий Каменецкий
- Монтажёр: Надежда Трещёва
- Редактор: Наталья Абрамова
- Директор картины: Глеб Ковров